# Niewieścin
Niewieścin (niem. Rasmushausen) – wieś w Polsce położona w województwie kujawsko-pomorskim, w powiecie świeckim, w gminie Pruszcz, 23 km na północny wschód od Bydgoszczy. Według spisu powszechnego z 31 marca 2011 roku wieś liczyła 495 mieszkańców. 
W latach 1954–1959 wieś należała i była siedzibą władz gromady Niewieścin, po jej zniesieniu w gromadzie Pruszcz. W latach 1975–1998 miejscowość administracyjnie należała do województwa bydgoskiego.
| SIMC    | Nazwa      | Rodzaj    |
| ------- | ---------- | --------- |
| 1030871 | Józefowo   | część wsi |
| 1030888 | Kacze Doły | część wsi |
| 1030902 | Lisi Ogon  | część wsi |

## Historia
Od 1309 wieś Niewieścin była własnością rodziny Niewieścińskich, z której wywodził się między innymi jeden z najznakomitszych prawników polskich przełomu XVI i XVII w. – Mikołaj Niewieściński. Był sekretarzem królewskim, deputatem na Trybunał Koronny z województwa pomorskiego, a w 1588 został powołany w skład komisji dokonującej reformy prawa ziemskiego w Prusach Królewskich i jak twierdzą historycy prawa wniósł duży wkład w tzw. Korekturę Pruską. W 1825, po śmierci ostatniego właściciela Józefa Moszczeńskiego, cały majątek przeszedł na rzecz rządu pruskiego. Nowym właścicielem został Niemiec Rasmus, prawdopodobny fundator obecnego dworu. Nazwa Rasmushausen funkcjonowała do 1898, a po odzyskaniu niepodległości powrócono do obecnej formy.
Parafia w Niewieścinie powstała około 1297–1299. Fundatorem był książę Mestwin II. W 1745 właściciel Niewieścina – Grzegorz Niewieściński w obecności biskupa włocławskiego podarował parafii 52 ha ziemi jako "beneficjum na wieczne czasy". Najstarszym patronem kościoła i parafii był św. Jakub starszy Apostoł. Do czasu podarowania ziemi w 1745 parafię utrzymywali następujący właściciele: hrabiowie z Niewieścina (Niewieścińscy), z Mruczna (obecne Mirowice) – Mruczyńscy, z Wałdowa – Wałdowscy, a także właściciele Grabowa do 1686. Pierwszy kościół zbudowany został nad jeziorem w centrum miejscowości. Drugi – drewniany – miał dwie wieże, wewnątrz dwa chóry i pięć ołtarzy. Obecną świątynię zbudowano w stylu neogotyckim w latach 1865–1866 według projektu architekta Luchterhada ze Świecia. W kościele znajduje się barokowy ołtarz główny, pochodzący ze starego kościoła. Datuje się go na 1700 rok. Ołtarze boczne pochodzą z końca XVII wieku. W parafii znajduje się również chrzcielnica barokowa w kształcie anioła dźwigającego kolistą czarę oraz konfesjonał rokokowy z końca XVIII wieku. Dzwon z 1640 w czasie demontażu przez Niemców w czasie drugiej wojny światowej upadł i uległ pęknięciu. Drugi odlany w 1822 pochodził z majątku z Cieleszyna.
Wraz z początkiem wojny nieustannie gromadzono metal na potrzeby niemieckiego przemysłu zbrojeniowego. Rekwizycji podlegały: wykonane z blachy miedzianej pokrycia dachów, kraty i ogrodzenia, bramy, tablice nagrobne i pamiątkowe, mosiężne klamki, lichtarze, żyrandole oraz wiele przedmiotów będących wyposażeniem kościołów. Dokładnej rekwizycji poddano dzwony kościelne znajdujące się na terenie Rzeszy oraz w okupowanych krajach, w tym dzwon z Niewieścina.
W pałacu Niewieścińskich po wojnie znajdował się Uniwersytet Ludowy. Obiekt z czasem został przejęty przez PGR. Szkoła Podstawowa początkowo funkcjonowała w kilku miejscach – np. prowadziła działalność w centrum wsi na skarpie przy jeziorze. W 1966 odbyło się uroczyste otwarcie nowego budynku, który istnieje do dziś.
Pod koniec XIX wieku na wschodnim brzegu jeziora, przez które przepływa Kanał Pyszczyński, powstał eklektyczny, piętrowy, siedmioosiowy dwór na planie prostokąta, nakryty czterospadowym dachem. W osi elewacji frontowej z nieznacznie zryzalitowanymi skrzydłami usytuowano czterokolumnowy portyk podtrzymujący balkon. Nad skrzydłami umieszczono w dachu „wole oczy”, a nad balkonem dwie lukarny. Od strony elewacji ogrodowej znajduje się ryzalit zwieńczony trójkątnym frontonem, poprzedzony werandą z wysokimi schodami. Wnętrza dworu zostały przekształcone w pierwszej ćwierci XX wieku. Zaniedbana budowla pełni obecnie funkcje mieszkaniowe. Za dworem kilkuhektarowy park z XIX wieku, obecnie w znacznej części własność prywatna.
Nieopodal zabytkowego dworu firma KWk Construction zrealizowała budowę obiektu stylizowanego na dwór staropolski.

## Transport
- E261 S5 5 (Świecie – Niewieścin – Bydgoszcz – Poznań – Wrocław – Lubawka granica państwa  z Czechami )

## Kultura
W miejscowości funkcjonuje chór "Biedronki". Działa także świetlica środowiskowa "Santiago", oraz zorganizowana wspólnota katolicka "Rodzina Kolpinga" złożona z parafialnych wolontariuszy zrzeszonych w Związku Centralnym Dzieła Kolpinga w Polsce.

## Ochrona przyrody
W zespole pałacowo-parkowym znajduje się wiele drzew uznanych za pomniki przyrody:
| Nr | Nazwa             | Sztuk | Obwód                                                         |
| 1. | Dąb burgundzki    | 1     | 400 cm                                                        |
| 2. | Dąb szypułkowy    | 3     | 309, 309, 310 cm                                              |
| 3. | Dąb szypułkowy    | 12    | 246, 255, 257, 265, 266, 270, 273, 274, 275, 300, 338, 342 cm |
| 4. | Wiąz górski       | 4     | 253, 270, 277, 300 cm                                         |
| 5. | Lipa drobnolistna | 1     | 295 cm                                                        |
| 6. | Jesion wyniosły   | 1     | 265 cm                                                        |
| 7. | Klon pospolity    | 3     | 245, 245, 265 cm                                              |

## Osobistości
W Niewieścinie urodził się niemiecki historyk regionu Hugo Rasmus.